# 荏原オデヲン座
荏原オデヲン座（えばらオデオンざ）は、かつて東京に存在した日本の映画館である。東亜興行が新宿・歌舞伎町に進出した半年後の1952年（昭和27年）4月、品川・東中延に開館した。

## 沿革
- 1952年4月 - 東中延に開館[3]
- 1987年 - 閉館[2][7]
- 2000年8月 - 跡地にマンション「ジェイパーク荏原中延ステーションサイド」が竣工[8]

## データ
- 所在地 : 東京都品川区東中延一丁目387番地[6]
  - 現在の東京都品川区東中延一丁目11番21号 ジェイパーク荏原中延ステーションサイド[8]

北緯35度36分35.49秒 東経139度42分44.74秒 / 北緯35.6098583度 東経139.7124278度
- 経営 : 東亜興行株式会社
- 構造 : 木造
- 観客定員数 : 不明（推定だが、1階200名、2階50名程度）

## 概要

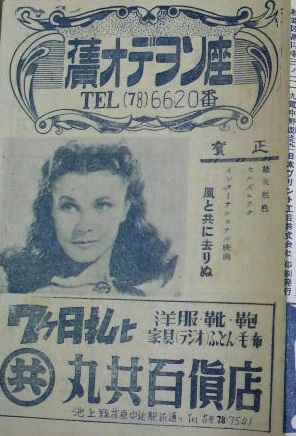
1954年（昭和29年）1月に発行された『荏原オデオン座 Movie Weekly』の表紙。

1952年（昭和27年）4月、東京急行電鉄池上線荏原中延駅の東側、品川区東中延一丁目387番地（現在の東中延一丁目11番21号）に開館した。1949年（昭和24年）8月、阿佐ケ谷駅北口に「阿佐谷オデヲン座」を開館して創業した高橋康友の東亜興行株式会社が、前年1951年（昭和26年）11月に開館して新宿・歌舞伎町に進出した「新宿オデヲン座」、それについで4館目に開業した映画館である。
同館は開業当時から外国映画（洋画）の三番館、つまりロードショーを終えた作品をその2週後に上映する劇場で、たとえば1954年（昭和29年）1月には、1952年9月4日に日本で初公開された長尺の『風と共に去りぬ』（監督ヴィクター・フレミング）を単独で上映し、翌週には前年の暮れである1953年12月27日に日本で公開された『男の叫び』（監督ウィリアム・A・ウェルマン）、および同じく『荒原の疾走』（監督ジョン・ファロー）、戦前の公開作の再映『キング・コング』（監督メリアン・C・クーパー）が三本立てで上映されている。
同館が建つ前、とくに第二次世界大戦前の荏原中延駅の近辺には、1932年（昭和7年）に中延電気館（東中延二丁目402番地）が建つまでは映画館が存在せず、周囲の戸越銀座駅、蛇窪駅（戸越公園駅）近辺には、荏原館（戸越162番地、のちの小山二丁目162番地）、八幡館（戸越1166番地）、富士見館（下蛇窪763番地、のちの二葉町三丁目537番地）、戸越キネマ（のちの戸越銀映座、戸越1169番地、のちの東戸越一丁目1169番地）が存在していた。戦時中の1942年（昭和17年）までには、荏原館、富士見館、荏原大都館（のちの荏原大映劇場、荏原三丁目129番地）、荏原明神館（二葉町五丁目454番地）、小山映画劇場（のちの西小山文化劇場、小山六丁目353番地）、荏原劇場（西中延四丁目950番地）があり、荏原中延駅の近辺には中延電気館、戸越銀映座が存在した。
戦後は、荏原中延駅の周辺には「荏原オデオン座」のほかに荏原センター劇場（東中延二丁目445番地）があり、荏原大映劇場は戦時中からひきつづきあり、戦前の小山映画劇場が西小山文化劇場・西小山名画座になり、1954年（昭和29年）までには、南星座（小山三丁目79番地）、バラ座（小山三丁目139番地）、巴里座（小山三丁目76番地）、プリンス座映画劇場（のちの荏原東映プリンス劇場、荏原三丁目145番地）、旗の台駅前に旗の台ミリオン座（西中延五丁目1223番地）と、非常に多くの映画館が花開いた。1957年（昭和32年）までには、さらに荏原新映画劇場、戸越銀座劇場、戸越公園文化映劇が加わった。東玉川に住んでいた田中小実昌は、雪が谷大塚駅から池上線に乗り、荏原中延駅で降りて「荏原オデオン座」で映画を観たことを『いろはにぽえむ』に記している。
1980年代になると、これらの映画館もほとんどなくなり、成人映画館として残った荏原東映プリンス劇場が1983年（昭和58年）7月に閉館、「荏原オデオン座」も1987年（昭和62年）には閉館した。
2000年（平成12年）8月には、跡地に8階建マンション「ジェイパーク荏原中延ステーションサイド」が竣工、分譲された。同館の前の南北の通りを現在も「銀幕商店街」と呼ぶのは、同館に由来する。